# Lu Ťiou-jüan
Lu Ťiou-jüan (čínsky pchin-jinem Lù Jiǔyuān, znaky tradiční 陸九淵; 1139–1192) byl čínský úředník a neokonfuciánský filozof žijící a působící v sungské Číně, v opozici proti Ču Simu a jeho škole principu (li-süe) hájil poněkud odlišné pojetí neokonfuciánské filozofie a stal se tak zakladatelem školy mysli (sin-süe), která později dostala označení škola Lu-Wang, když ji začátkem 16. stolezí rozvinul Wang Jang-ming.

## Jména
Lu Ťiou-jüan používal zdvořilostní jméno C’-ťing (čínsky pchin-jinem Zǐjìng, znaky 子靜) a pseudonym Cchun-čaj (čínsky pchin-jinem Cúnzhāi, znaky tradiční 存齋). Podle akademie, kterou založil, dostal jméno mistr Siang-šan (čínsky v českém přepisu Siang-šan sien-šeng, pchin-jinem Xiàngshān xiānsheng, znaky 象山先生), případně Lu Siang-šan (čínsky pchin-jinem Lù Xiàngshān, znaky 陸先生).

## Život a dílo
Lu Ťiou-jüan se narodil roku 1139 v rodině s vojenskou tradicí, která pocházela z okresu Ťin-si (v dnešní provincii Ťiang-si. Měl pět bratrů, z nich Lu Ťiou-šao a Lu Ťiou-ling se také stali uznávanými filozofy. Lu Ťiou-jüan se již od mládí věnoval studiu konfuciánských klasiků a skládal úřednické zkoušky, roku 1162 složil provinční zkoušky na hodnost ťü-žen a roku 1172 i jejich nejvyšší stupeň, palácové zkoušky a získal hodnost ťin-š’. Po zkouškách nastoupil úřednickou kariéru, zastával několik méně významných funkcí, a sice úředníka (主簿, ču-pu) okresního úřadu v Ťing-anu (v 60. letech), instruktora na Státní univerzitě, dohlížitele nad taoistickým klášterem Čchung-tao v Tchaj-čou a, na poslední dva roky svého života, správce speciálního kraje Ťing-men.
Roku 1175 se účastnil setkání v klášteru Jezera divokých hus, kde proběhla slavná debata s Ču Sim, v níž vyšly najevo rozdíly mezi jejich pojetím neokonfuciánství. Jádrem jeho filozofie je myšlenka, že „veškerenstvo je v mém srdci, mé srdce není nic jiného než veškerenstvo“. V tomto navázal na Čcheng Chaoa, podle něhož srdce/mysl sin člověka reprezentuje princip li. Lu Ťiou-jüan tuto ideu promyslel a rozvinul. Shodoval se s bratry Čchengovými a Ču Sim v tom, že základem všech desetitisíců věcí je princip li, nicméně zatímco Ču Si chápal li jako objektivní univerzální princip a řád všeho světa, Lu Ťiou-jüan učil, že li je přítomno v každém lidském srdci/mysli od narození člověka a tak srdce/mysl je princip. Správným chováním, sebekultivací a meditací pak člověk objevuje svou podstatu, princip, ve svém srdci. Rozdíl mezi pojetím vztahu principu a srdce/mysli u Ču Siho a Lu Ťiou-jüana se promítal i do jejich pojetí studia. Ču Si věřil, že dosažení moudrosti není možné bez „rozšíření poznání“ pomocí „zkoumání věcí“, pod kterým mínil především knižní studium; Lu Ťiou-jüan ycházel z předpodkladu že princip je přítomen v srdci a tedy není nezbytné ho poznávat studiem knih, nýbrž hlavní je poznat princip ve svém srdci; důraz proto kladl ne na knihy, ale na zpytování a zdokonalování vlastní mysli. Lu Ťiou-jüan a jeho následovníci proto měli tendenci přikládat větší váhu meditaci, přičemž meditační techniky si vypůjčovali od buddhistů a taoistů, což bylo kritizováno stoupenci Ču Siho. Soudobí a pozdější stoupenci Ču Siho kritizovali Lu Ťiou-jüana za jeho individualismus a oponování jejich názoru o objektivním charakteru univerzálního řádu, principu li.
Své učení Lu Ťiou-jüan šířil prostřednictvím výuky na akademii na Sloní hoře (Siang-šan), kterou založil a v níž sebral množství následovníků. Je považován za zakladatele neokonfuciánské školy srdce/mysli sin-süe, po škole principu li-süe jeho současníka Ču Siho druhého nejvýznamnějšího směru neokonfuciánství. Sin-süe se plně rozvinula až s učením Wang Jang-minga začátkem 16. století, je proto nazývána též školou Lu-Wang.
Nezanechal po sobě ucelený výklad svého učení, jeho žáci sebrali jeho korespondenci a souhrn jeho učení do sbírky Lu Siang-šan wen-ťi (陸象山文集; také jako Siang-šan sien-šeng wen-ťi, 象山先生全集, v moderních edicích Lu Ťiou-jüan ťi, 陸九淵集).